# Bloco Habitacional O Leão Que Ri
El Bloco Habitacional O Leão que Ri és un edifici construït el 1958 a Maputo, Moçambic com a bloc d'habitatges. Es troba a la cantonada de la Rua Kwame Nkrumah i l'Avinguda Salvador Allende. El projecte és obra de l'arquitecte portuguès Pancho Guedes, que es basà en un disseny del seu fill de 6 anys, i es considera exemplar de l'expressionisme arquitectònic.

## Història
Pancho Guedes va veure la necessitat de construir més edificis d'habitatges a l'antiga Lourenço Marques i en 1953 av dissenyar un edifici en la intersecció de la Rua Heróis de Naval und Rua Princesa Patrícia. La construcció va començar en 1956, i fou inaugurada en 1958. Durant algun temps Guedes va instal·lar el seu estudi en aquesta casa. L'edifici pertany a l'anomenat "Stiloguedes" amb influències de Picasso i Miró, estil d'arquitectura modernista amb elements africans. L'edifici residencial és també una de les obres més ben conservades i més simbòliques de Pancho Guedes.

## Galeria

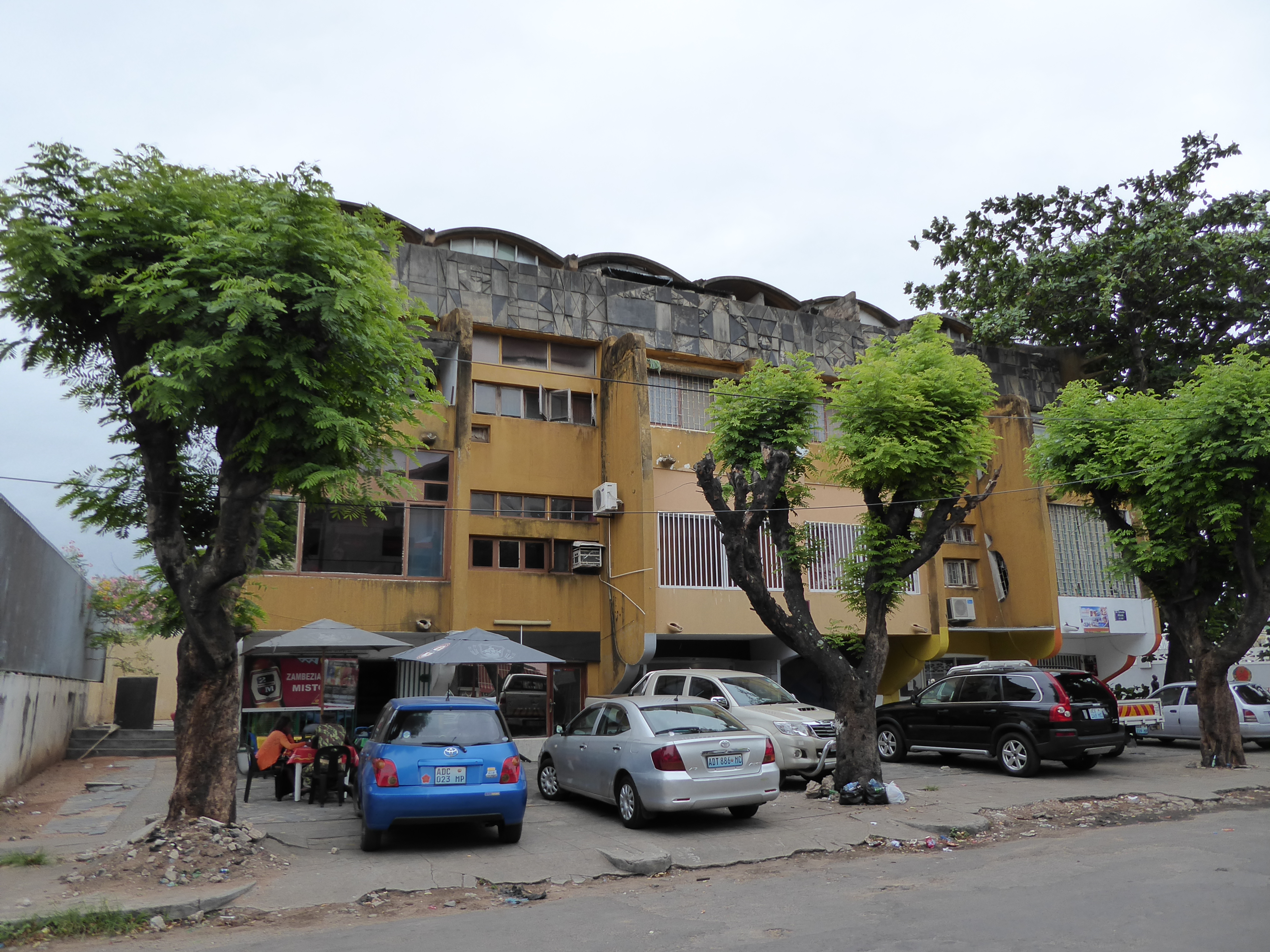
Façana de l'edifici
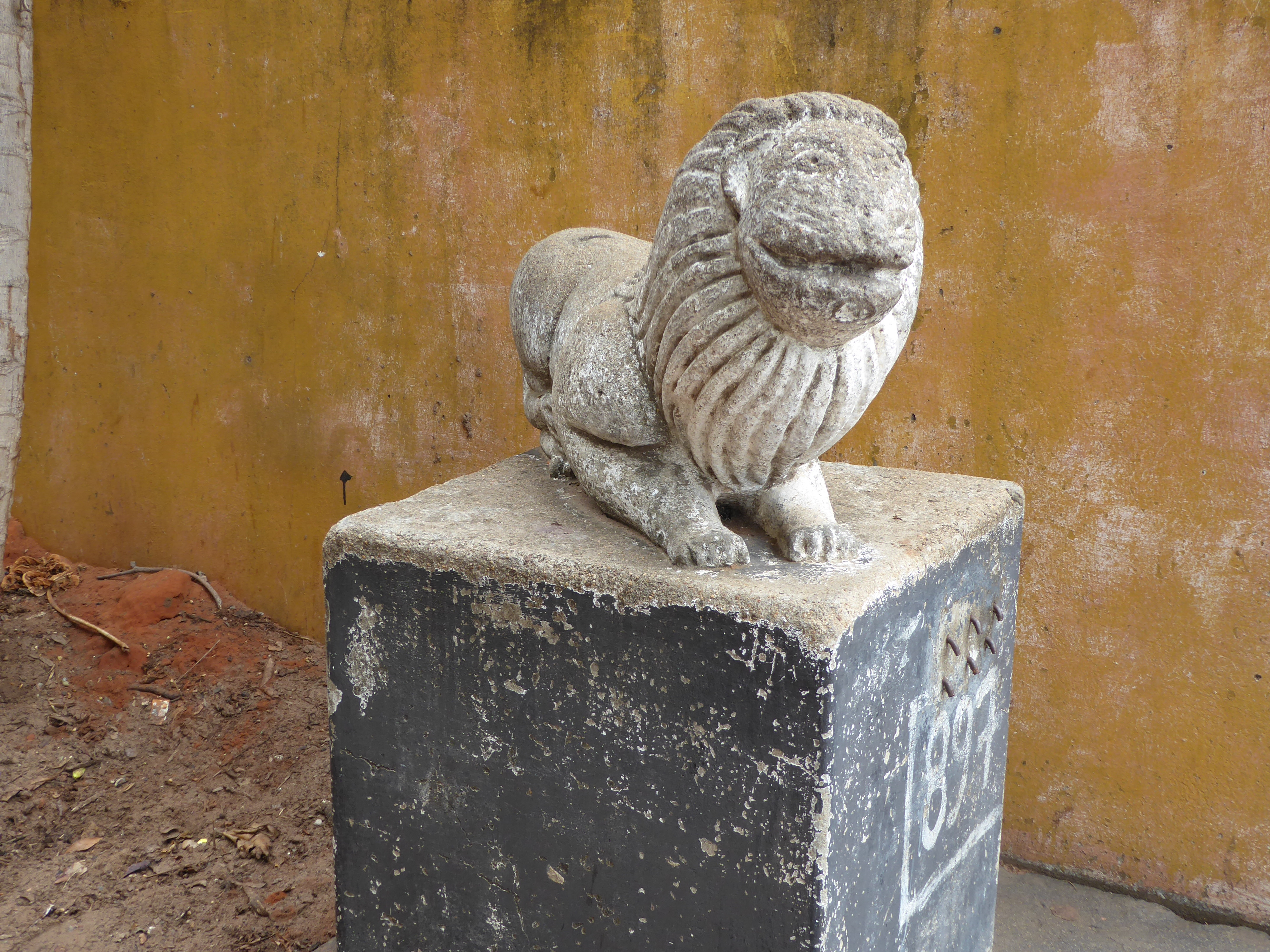
Estàtua del lleó